# Nieuwebrug (Haarlemmermeer)
Nieuwebrug, ook wel Nieuwe Brug, is een buurtschap in de gemeente Haarlemmermeer bij Vijfhuizen.
Nieuwebrug ligt bij de Schipholweg aan de Vijfhuizerdijk langs de Ringvaart. Aan de andere kant van het water ligt Haarlem.
Aan de zuidkant ligt het dorp Vijfhuizen, aan de oostkant het bedrijventerrein De Liede.
Nieuwebrug, waar 64 woningen staan, telde per 1 januari 2005 een totaal van 325 inwoners.